# لاسلطوية فلسفية
اللاسلطوية الفلسفية هي أحد مدارس الفكر اللاسلطوية التي تقول إن الدولة تفتقر إلى الشرعية الأخلاقية، بينما لا تدعم العنف للقضاء عليها. في حين أن اللاسلطوية الفلسفية لا تقتضي بالضرورة أي إجراء أو رغبة لإقصاء الدولة، لا يؤمن معتنقي اللاسلطوية الفلسفية أنهم مُلزمون أو من الواجب عليهم طاعة الدولة، أو أن الدولة لها الحق في القيادة، على النقيض. تُعتبر اللاسلطوية الفلسفية عنصرًا من اللاسلطوية الفردية على وجه الخصوص.
عرّف الباحث مايكل فريدين أربعة أنماط واسعة من اللاسلطوية الفردية. قال إن النمط الأول مرتبط بويليام غودوين الذي دعا إلى الحكم الذاتي مع وجود «عقلانية مستمرة تتضمن النزعة إلى الخير تجاه الآخرين». أما النمط الثاني فهو الأنانية، ويرتبط بمعظمه بماكس شتيرنر. أما النمط الثالث فقد «وُجد في تنبؤات هربرت سبنسر الأولى، وفي تنبؤات بعض من تلاميذه مثل دونستروب، الذين تنبأوا بتكرار الدولة من باب التطور الاجتماعي». يحتفظ النمط الرابع بصيغة معتدلة من الأنانية، ويبرر التعاون الاجتماعي من خلال الدعوة إلى السوق، وكان لديه عدة أتباع مثل بنجامين تاكر وهنري ديفيد ثورو.

## الاختلافات
قد يقبل اللاسلطويون الفلسفيون وجود دولة مصغرة (حارسة) كوجود مؤسف ومؤقت غالبًا «للشر الضروري»، لكنهم يقولون إن المواطنين لا يترتب عليهم أي التزامات أخلاقية لطاعة الدولة حين تتعارض قوانينها مع استقلال الفرد. تتطلب اللاسلطوية الفلسفية، كما تصورها ويليام جودوين، من الأفراد التصرف وفقًا لأحكامهم الخاصة وتوفر نفس الحرية لكل فرد آخر؛ وحسب تصور الأنانية لماكس شتيرنر، فإن الشخص الفريد المكتفي بذاته حقًا لا يعترف بأي واجبات تجاه الآخرين؛ ويقوم بكل ما هو في مصلحته في حدود قدرته.
بدلًا من حمل السلاح لإسقاط الدولة، «عمل اللاسلطويون الفلسفيون من أجل تغيير تدريجي لتحرير الفرد مما اعتقدوا أنه قوانين قمعية وقيود اجتماعية للدولة الحديثة والسماح لجميع الأفراد أن يصنعوا مصيرهم ويصنعوا قيمتهم الذاتية». قد يعارضون الإزالة الفورية للدولة عن طريق العنف بدافع القلق من أن ما تبقى قد يكون عرضة لإقامة دولة أكثر ضررًا وقمعًا. يكون هذا صحيحًا بشكل خاص على اللاسطويين الذين يعتبرون أن العنف والدولة مرادفان، أو الذين يعتبرون أن رد الفعل الشعبي العنيف سوف يتمثل بنتائج عكسية وسوف يزيد من جهود «تطبيق القانون».
يُعرّف العديد من المحافظين التقليديين أنفسهم باللاسلطويين بسبب معارضتهم لسيطرة الدولة، غير أنهم يدعمون ترتيب فئات المجتمع في مجموعات مثل العائلات والكنائس والشركات والأندية وحتى البلدان. لهذا السبب، يقترح براين باتريك ميتشل تسمية هؤلاء المحافظين بـ «أكراتست» بدلًا من اللاسلطويين لأنهم يقبلون «حكم الدولة» ويعارضون فقط «سلطة» سيطرة الدولة على عكس اللاسلطويين الفرديين، الذين يرفضون كلًّا من حكم الدولة وسلطتها معًا.